# NGC 3512
NGC 3512 ist eine Balken-Spiralgalaxie mit aktivem Galaxienkern vom Hubble-Typ SBc im Sternbild Kleiner Löwe am Nordsternhimmel. Sie ist schätzungsweise 60 Millionen Lichtjahre von der Milchstraße entfernt und hat einen Durchmesser von etwa 25.000 Lj.

In derselben Himmelsregion befinden sich u. a. die Galaxien NGC 3493, NGC 3504, NGC 3510, NGC 3515.
Die Typ-IIP-Supernova SN 2001fv wurde hier beobachtet.
Das Objekt wurde am 11. April 1785 von dem Astronomen William Herschel mithilfe seines 18,7-Zoll-Spiegelteleskops entdeckt.